# المدمان (أسلم)

تعديل مصدري - تعديل

المدمان هي إحدى قرى عزلة أسلم اليمن بمديرية أسلم التابعة لمحافظة حجة، بلغ تعداد سكانها 76 نسمة حسب تعداد اليمن لعام 2004.